# Димитриос Цапанос
Димитриос Ца̀панос (на гръцки: Δημήτριος Τσάπανος) е гръцки революционер, деец на гръцката въоръжена пропаганда в Македония.

## Биография
Димитриос Цапанос е роден в битолското влашко село Магарево. Роднина е на участника в гръцкото четническо движение в Македония от 1896 година Николаос Цапанос. Цапанос е местен първенец в Магарево и е член на гръцкия комитет Национална отбрана. Още в 1903 година оглавява гъркоманска чета, с която действа срещу българските чети на ВМОРО и османците в Леринско, Битолско и Преспа.